# Shorewood Hills
Shorewood Hills é uma vila localizada no estado norte-americano de Wisconsin, no Condado de Dane.

## Demografia
Segundo o censo norte-americano de 2000, a sua população era de 1732 habitantes.
Em 2006, foi estimada uma população de 1641, um decréscimo de 91 (-5.3%).

## Geografia
De acordo com o United States Census Bureau tem uma área de
2,1 km², dos quais 2,1 km² cobertos por terra e 0,0 km² cobertos por água.

## Localidades na vizinhança
O diagrama seguinte representa as localidades num raio de 12 km ao redor de Shorewood Hills.